# Сен-Феликс-де-Сорг
Сен-Фели́кс-де-Сорг (фр. Saint-Félix-de-Sorgues, окс. Sant Faliç de Sòrgas) — коммуна во Франции, находится в регионе Окситания. Департамент — Аверон. Входит в состав кантона Сент-Африк. Округ коммуны — Мийо.
Код INSEE коммуны — 12222.
Коммуна расположена приблизительно в 560 км к югу от Парижа, в 130 км восточнее Тулузы, в 65 км к юго-востоку от Родеза.

## Население
| Год  | Численность | Численность |
| ---- | ----------- | ----------- |
| 1968 | 228         | [ 7 ]       |
| 1975 | 202         | [ 7 ]       |
| 1982 | 183         | [ 7 ]       |
| 1990 | 206         | [ 7 ]       |
| 1999 | 196         | [ 7 ]       |
| 2006 | 198         | [ 7 ]       |
| 2011 | 207         | [ 7 ]       |
| 2013 | 226         |             |
| 2015 | 237         | [ 8 ]       |
| 2016 | 229         | [ 9 ]       |
| 2017 | 213         | [ 10 ]      |
| 2018 | 201         | [ 11 ]      |
| 2019 | 195         | [ 12 ]      |
| 2020 | 187         | [ 13 ]      |
| 2021 | 182         | [ 14 ]      |
| 2022 | 193         | [ 4 ]       |

## Экономика
Основу экономики составляет сельское хозяйство, в том числе производство овечьего молока для сыра рокфор.
В 2007 году среди 117 человек в трудоспособном возрасте (15—64 лет) 83 были экономически активными, 34 — неактивными (показатель активности — 70,9 %, в 1999 году было 70,7 %). Из 83 активных работали 74 человека (46 мужчин и 28 женщин), безработных было 9 (1 мужчина и 8 женщин). Среди 34 неактивных 8 человек были учениками или студентами, 19 — пенсионерами, 7 были неактивными по другим причинам.

## Достопримечательности
- Мост через реку Сорг (XIV—XV века). Памятник истории с 1944 года[16]

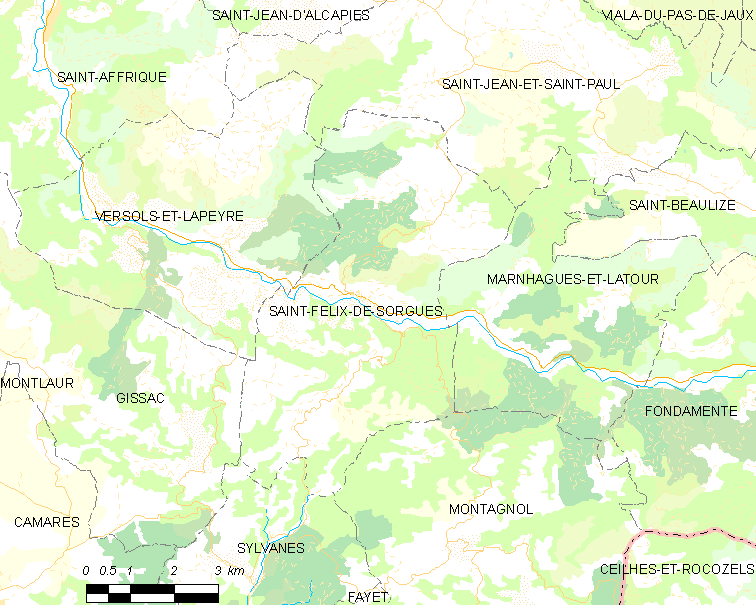
Карта коммуны